# Adja Marieme Diop
Adja Marieme Diop (sinh ngày 5 tháng 8 năm 1977) là một Judoka người Sénégal. Bà đã tham gia cuộc thi hạng nặng nữ tại Thế vận hội Mùa hè 2000.